# Abebaioscia troglodytes
Abebaioscia troglodytes är en kräftdjursart som beskrevs av Albert Vandel 1973. Abebaioscia troglodytes ingår i släktet Abebaioscia och familjen Philosciidae. Inga underarter finns listade i Catalogue of Life.